# David Belda García
David Belda García (Cocentaina, Comtat, 18 de març de 1983) és un ciclista valencià, professional des del 2007 i actualment a l'equip Burgos-BH. De la seva carrera esportiva destaquen les victòries a la Volta a Lleó, a la Volta a Castella i Lleó, i al Tour del País de Savoia.
És fill del també ciclista Vicent Belda.

## Palmarès
- 2008
  - 1r a la Volta a Benicarló
  - 1r a la Volta a Zamora i vencedor d'una etapa
  - 1r al Memorial Valenciaga
  - 1r a l'Aiztondo Klasica
  - Vencedor d'una etapa de la Volta a Tenerife
  - Vencedor d'una etapa de la Setmana aragonesa
- 2009
  - 1r a la Volta a Lleó
- 2010
  - 1r a la Volta a Lleó i vencedor d'una etapa
  - Vencedor d'una etapa del Cinturó a Mallorca
- 2011
  - Vencedor d'una etapa de la Mi-août en Bretagne
- 2014
  - 1r a la Volta a Castella i Lleó i vencedor d'una etapa
  - Vencedor de 2 etapes a la Volta a Portugal
- 2015
  - 1r al Tour del País de Savoia i vencedor d'una etapa
  - Vencedor d'una etapa del Roine-Alps Isera Tour